# E1cB反应
共軛鹼單分子脫除反應，又縮寫為E1cB反应，(E代表消除 Elimination，1代表單分子 unimolecular，c代表共轭 conjugate，B代表碱 base）是消除反应的一种机理。反应中，先由碱夺取底物离去基团的β-氢生成碳负离子（共轭碱），然后该共轭碱的离去基团离开，生成烯烃。总反应可用下面的通式表示（X−代表离去基团，B:代表碱）：
第一步反应为平衡反应，其速率较快，使底物很快与其共轭碱形成平衡。第二步为总反应的速率控制步骤，是较慢的一步。总反应的速率控制步骤只与一个分子有关，是单分子过程，因此称为“E1”反应。但是与E1反应相比，此类反应中发生消除的不是底物分子，而是底物的共轭碱，因此记为“E1cB反应”，全称“单分子共轭碱消除反应”。